# Бирлик туы
«Бирлик туы» (каз. Бірлік Туы, «Знамя единства») — одна из первых казахских газет, имела пантюркистское направление. Издавалась с 24 июня 1917 года до середины апреля 1918 года в Ташкенте. Первый редактор газеты — Мустафа Шокай. Публиковала статьи в поддержку Туркестанской автономии и Алаш-Орды, выступала против установления советской власти в Туркестанском крае.